# Taisnières-en-Thiérache
Taisnières-en-Thiérache [tɛnjɛʁ ɑ̃ tjeʁaʃ] est une commune française située dans le département du Nord, en région Hauts-de-France.

## Géographie

### Localisation
Taisnières en Thiérache se situe dans le sud-est du département du Nord (Hainaut) en plein cœur du Parc naturel régional de l'Avesnois. L'Avesnois est connu pour ses prairies, son bocage et son relief un peu vallonné dans sa partie sud-est (début des contreforts des Ardennes), dite "petite Suisse du Nord".
Taisnières en Thiérache fait partie administrativement de l'Avesnois, historiquement du Hainaut et ses paysages rappellent la Thiérache.
La commune se trouve à 96 km de Lille (Préfecture du Nord), à 110 km de Bruxelles (Belgique), à 128 km de Reims (Marne), à 47 km de Valenciennes et Mons (B), à 65 km de Charleroi (B), à 22 km de Maubeuge, à 10 km d'Avesnes-sur-Helpe (Sous-Préfecture) et à 5 km de Maroilles. La Belgique se trouve à 25 km. Le département de l'Aisne se trouve à 10 km.

### Communes limitrophes
| Noyelles-sur-Sambre |                         | Dompierre-sur-Helpe |
|                     | Taisnières-en-Thiérache |                     |
| Maroilles           | Grand-Fayt              | Marbaix             |

### Environnement et hydrographie
Le village est traversé par l'Helpe Majeure.

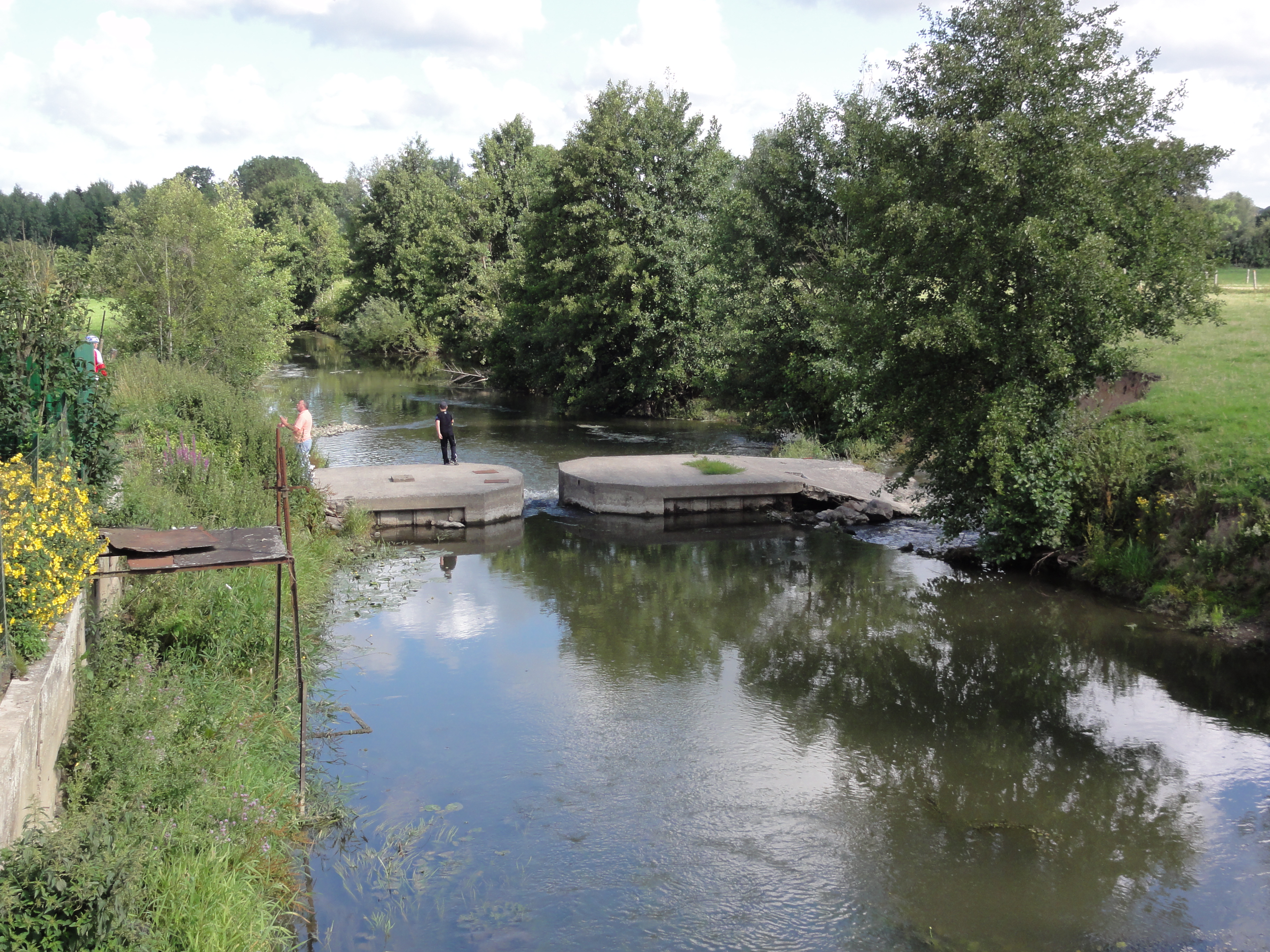
L'Helpe majeure à Taisnières

La richesse naturelle de la commune est en partie liée aux reliques de bocage et à la présence de l'Helpe Majeure. Elle se situe dans un environnement plus végétalisé que la moyenne départementale.

### Hydrographie

#### Réseau hydrographique
La commune est située dans le bassin Artois-Picardie. Elle est drainée par l'Helpe Majeure, la Noyelles-sur-Sambre, la Rue de Noyelles, la Rue du Monceau, la Taisnières-en-Thiérache et un autre petit cours d'eau,.
L'Helpe Majeure, d'une longueur de 69 km, prend sa source dans la commune de Ohain et se jette  dans la Sambre canalisée à Noyelles-sur-Sambre, après avoir traversé 18 communes. Les caractéristiques hydrologiques de l'Helpe Majeure sont données par la station hydrologique située sur la commune. Le débit moyen mensuel est de 3,89 m3/s. Le débit moyen journalier maximum est de 66 m3/s, atteint lors de la crue du 16 janvier 1968. Le débit instantané maximal est quant à lui de 85,5 m3/s, atteint le 1er juillet 1980.

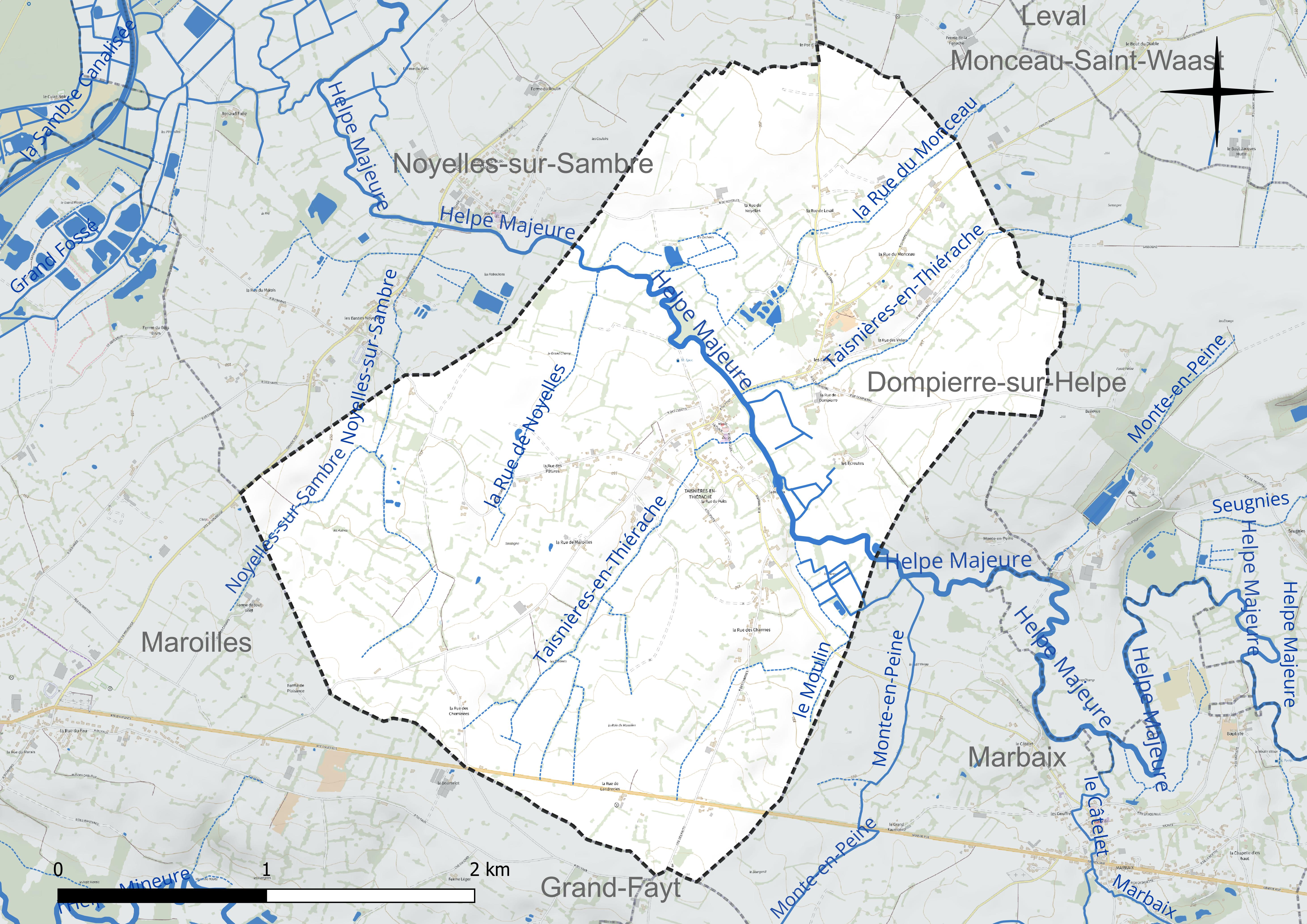
Réseau hydrographique de Taisnières-en-Thiérache.

#### Gestion et qualité des eaux
Le territoire communal est couvert par le schéma d'aménagement et de gestion des eaux (SAGE) « Sambre ». Ce document de planification concerne un territoire de 1 253 km2 de superficie, délimité par le bassin versant de la Sambre. Le périmètre a été arrêté le 1er novembre 2003 et le SAGE proprement dit a été approuvé le 21 septembre 2012, puis modifié le 18 août 2022. La structure porteuse de l'élaboration et de la mise en œuvre est le syndicat mixte du Parc naturel régional de l'Avesnois. 
La qualité des cours d'eau peut être consultée sur un site dédié géré par les agences de l'eau et l'Agence française pour la biodiversité. 

### Climat
Pour des articles plus généraux, voir Climat des Hauts-de-France et Climat du Nord.
En 2010, le climat de la commune est de type climat des marges montargnardes, selon une étude du CNRS s'appuyant sur une série de données couvrant la période 1971-2000. En 2020, Météo-France publie une typologie des climats de la France métropolitaine dans laquelle la commune est exposée à un climat océanique altéré et est dans la région climatique  Nord-est du bassin Parisien, caractérisée par un ensoleillement médiocre, une pluviométrie moyenne régulièrement répartie au cours de l'année et un hiver froid (3 °C). 
Pour la période 1971-2000, la température annuelle moyenne est de 10,1 °C, avec une amplitude thermique annuelle de 14,8 °C. Le cumul annuel moyen de précipitations est de 828 mm, avec 12,8 jours de précipitations en janvier et 9,8 jours en juillet. Pour la période 1991-2020, la température moyenne annuelle observée sur la station météorologique la plus proche, située sur la commune de Saint-Hilaire-sur-Helpe à 7 km à vol d'oiseau, est de 10,5 °C et le cumul annuel moyen de précipitations est de 802,4 mm,. Pour l'avenir, les paramètres climatiques de la commune estimés pour 2050 selon différents scénarios d'émission de gaz à effet de serre sont consultables sur un site dédié publié par Météo-France en novembre 2022.

## Urbanisme

### Typologie
Au 1er janvier 2024, Taisnières-en-Thiérache est catégorisée commune rurale à habitat dispersé, selon la nouvelle grille communale de densité à sept niveaux définie par l'Insee en 2022.
Elle est située hors unité urbaine et hors attraction des villes,.

### Occupation des sols
L'occupation des sols de la commune, telle qu'elle ressort de la base de données européenne d'occupation biophysique des sols Corine Land Cover (CLC), est marquée par l'importance des territoires agricoles (97 % en 2018), une proportion identique à celle de 1990 (97 %). La répartition détaillée en 2018 est la suivante : 
prairies (76,7 %), terres arables (17,2 %), zones agricoles hétérogènes (3,1 %), zones urbanisées (3 %). L'évolution de l'occupation des sols de la commune et de ses infrastructures peut être observée sur les différentes représentations cartographiques du territoire : la carte de Cassini (XVIIIe siècle), la carte d'état-major (1820-1866) et les cartes ou photos aériennes de l'IGN pour la période actuelle (1950 à aujourd'hui).

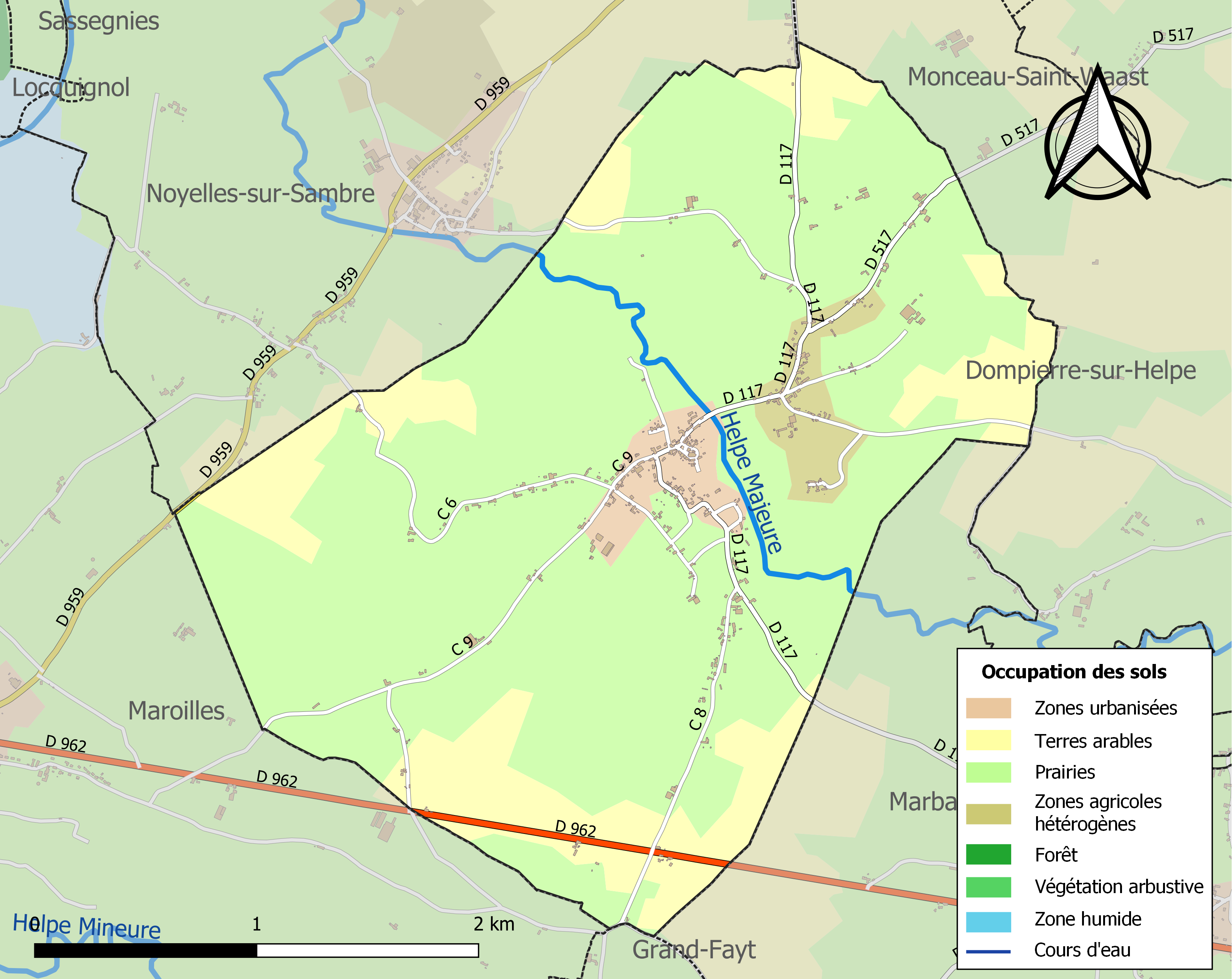
Carte des infrastructures et de l'occupation des sols de la commune en 2018 (CLC).

## Toponymie - Etymologie
Taisnières : Le nom de la commune est attesté sous les formes Taisenerias (921), Tasnerias (1131), Taynières (1186), Tesneriis (1237), Taisnières (1245), Tesnières (1258), Taisnières (1349), puis Taisnières les Maroilles au XVe siècle et Taisnières en Pirasse en 1635.
Tire son nom de l'ancien nom du blaireau, taisson en ancien français, issu du bas latin taxo(nem), suivi du suffixe -aria, au pluriel, qui indique une présence, appliquée à la toponymie, d'où également les toponymes Taisnières-sur-Hon (Nord), Tannières (Aisne), etc. Ces formations toponymiques sont précoces comme l'indique l'absence d'article défini. Le sens initial a dû être « repaire du blaireau », l'ancien français taisniere étant un dérivé en -iere (> -ière) de l'ancien français taisson qui signifie « blaireau », terme issu du celtique (gaulois tasco-, tacso-, taxo-) ou du germanique.
Signification: Lieu où il y a des "blaireaux", « retraite des blaireaux ».
Il s'agit d'une ancienne forme du mot tanière, au pluriel.
Thiérache : Attestée sous la forme Teoracoi pago au VIIe siècle. Du nom germanique Theuderacius , celui à qui avait été confiée la charge du pagus, plus suffixe -ia.

## Histoire
- Le bourg, qui appartenait aux terres de Saint Humbert - comme celui de Maroilles -, dépendait de l'abbaye de Maroilles fondée par le dit-saint.
- Charles III en 921 offre le bourg et ses dépendances aux moines avant que la commune en 1186 devienne une des paroisses du décanat d'Avesnes.
- Une charte, dite « loi des villages de Saint-Humbert » - en 1245 - attribue ou confirme certains privilèges donnés aux habitants, consentis par les moines de Maroilles et leurs vassaux, sous forme d'une franchises communales ; et, bien qu'une sentence ("escrit des pasturaiges" ou écrit des pâtures) arbitrale de l'évêque Guy ait fixé - également en 1245 - les droits et devoirs de l'abbaye, les Taisnièrois ont dû jusqu'à la Révolution française souvent défendre leurs droits en justice, contre les moines.
- 1790 : à la suite de la subdivision des départements français en districts, à compter de 1790, Taisnières-en-Thiérache fait partie du canton de Maroilles, lequel comprend les localités de Leval, Marbaix, Maroilles, Noyelles-sur-Sambre, Taisnières-en-Thiérache, et fait partie du district d'Avesnes jusqu'en 1795, date à laquelle les districts sont supprimés par la constitution du 5 fructidor An III (22 août 1795). Ils seront remplacés par les arrondissements créés par la loi du 28 pluviôse an VIII (17 février 1800)

## Politique et administration

### Liste des maires
- Maire en 1802-1803 : Hallé[24].
- Maire en 1807 : Evrard[25].
- Maire en 1939 : Carlier[26].
- Jean Lambert, maire en 1995[27].

| Identité                               | Période   | Période   | Durée            | Étiquette   |
| Identité                               | Début     | Fin       | Durée            | Étiquette   |
| -------------------------------------- | --------- | --------- | ---------------- | ----------- |
| Pierrette Delevaque (d)                | mars 2001 | mars 2008 | 7 ans            |             |
| Claude Connart (d) (né le 24 mai 1952) | mars 2008 | En cours  | 17 ans et 5 mois | indépendant |

## Population et société

### Démographie

#### Évolution démographique
L'évolution du nombre d'habitants est connue à travers les recensements de la population effectués dans la commune depuis 1793. Pour les communes de moins de 10 000 habitants, une enquête de recensement portant sur toute la population est réalisée tous les cinq ans, les populations de référence des années intermédiaires étant quant à elles estimées par interpolation ou extrapolation. Pour la commune, le premier recensement exhaustif entrant dans le cadre du nouveau dispositif a été réalisé en 2005.

En 2022, la commune comptait 476 habitants, en évolution de +2,59 % par rapport à 2016 (Nord : +0,51 %, France hors Mayotte : +2,11 %).
| 1793 | 1800 | 1806 | 1821 | 1831 | 1836 | 1841 | 1846 | 1851 |
| ---- | ---- | ---- | ---- | ---- | ---- | ---- | ---- | ---- |
| 907  | 921  | 998  | 981  | 972  | 951  | 895  | 888  | 885  |

| 1856 | 1861 | 1866 | 1872 | 1876 | 1881 | 1886 | 1891 | 1896 |
| ---- | ---- | ---- | ---- | ---- | ---- | ---- | ---- | ---- |
| 865  | 853  | 860  | 768  | 756  | 731  | 715  | 696  | 646  |

| 1901 | 1906 | 1911 | 1921 | 1926 | 1931 | 1936 | 1946 | 1954 |
| ---- | ---- | ---- | ---- | ---- | ---- | ---- | ---- | ---- |
| 658  | 636  | 619  | 605  | 536  | 609  | 607  | 626  | 584  |

| 1962 | 1968 | 1975 | 1982 | 1990 | 1999 | 2005 | 2006 | 2010 |
| ---- | ---- | ---- | ---- | ---- | ---- | ---- | ---- | ---- |
| 607  | 605  | 530  | 495  | 516  | 497  | 512  | 511  | 466  |

| 2015 | 2020 | 2022 | - | - | - | - | - | - |
| ---- | ---- | ---- | - | - | - | - | - | - |
| 464  | 473  | 476  | - | - | - | - | - | - |

#### Pyramide des âges
La population de la commune est relativement jeune.
En 2018, le taux de personnes d'un âge inférieur à 30 ans s'élève à 31,5 %, soit en dessous de la moyenne départementale (39,5 %). À l'inverse, le taux de personnes d'âge supérieur à 60 ans est de 28,9 % la même année, alors qu'il est de 22,5 % au niveau départemental.
En 2018, la commune comptait 232 hommes pour 236 femmes, soit un taux de 50,43 % de femmes, légèrement inférieur au taux départemental (51,77 %).
Les pyramides des âges de la commune et du département s'établissent comme suit.
| Hommes | Classe d’âge | Femmes |
| ------ | ------------ | ------ |
| 0,4    | 90 ou +      | 0,4    |
| 4,7    | 75-89 ans    | 6,7    |
| 23,9   | 60-74 ans    | 21,8   |
| 15,8   | 45-59 ans    | 16,7   |
| 25,2   | 30-44 ans    | 21,3   |
| 11,5   | 15-29 ans    | 12,1   |
| 18,4   | 0-14 ans     | 20,9   |

| Hommes | Classe d’âge | Femmes |
| ------ | ------------ | ------ |
| 0,5    | 90 ou +      | 1,4    |
| 5,3    | 75-89 ans    | 8,1    |
| 14,8   | 60-74 ans    | 16,2   |
| 19,1   | 45-59 ans    | 18,4   |
| 19,5   | 30-44 ans    | 18,7   |
| 20,7   | 15-29 ans    | 19,1   |
| 20,2   | 0-14 ans     | 18     |

## Culture locale et patrimoine

### Lieux et monuments
- Moulin à eau[35]
- Église Saint Martin : église du XVIIIe siècle
- Monument aux morts
- Place de la mairie
- Une ancienne brasserie
- Plusieurs chapelles sur le territoire de la commune.

### Galerie

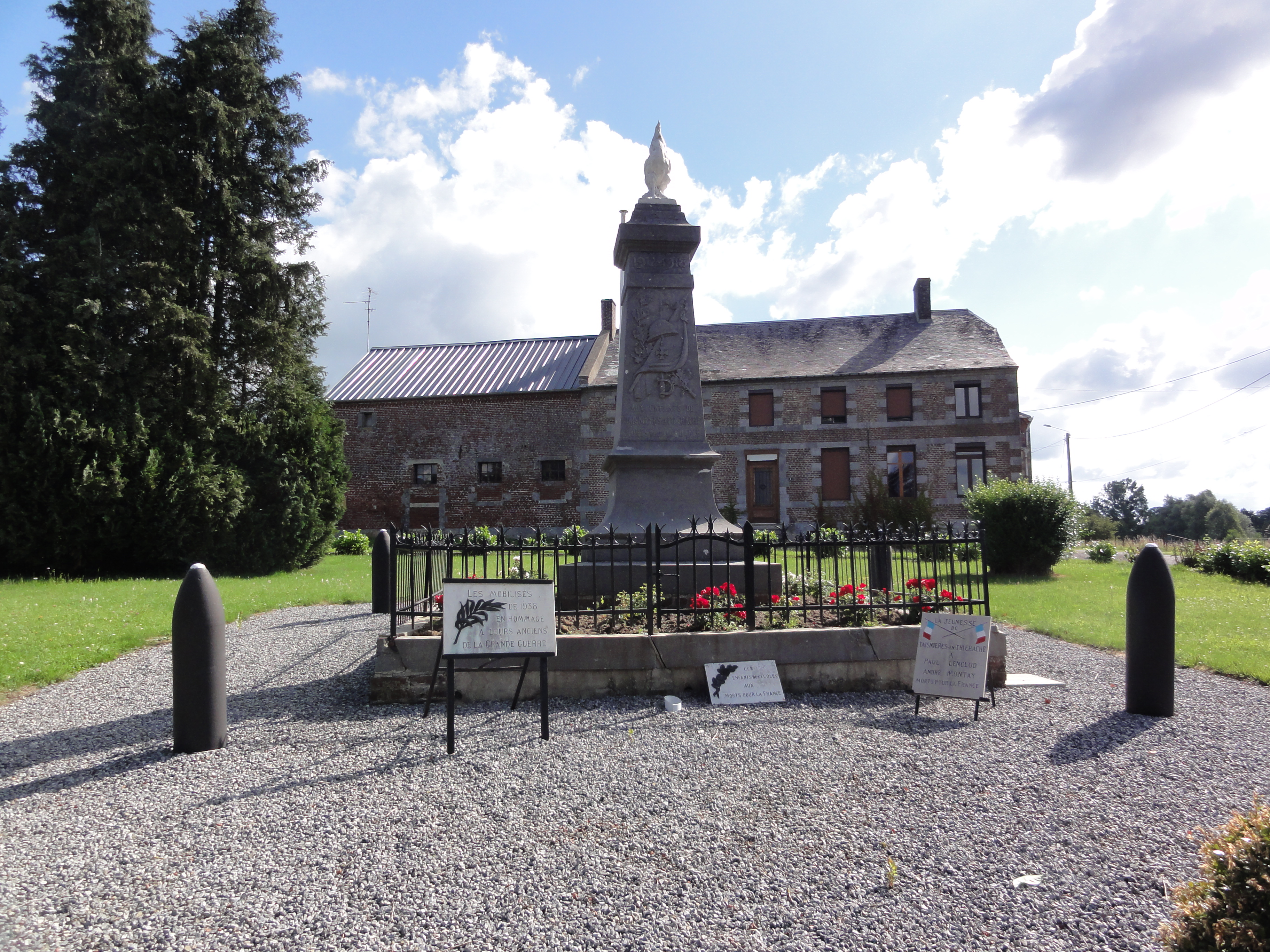
Le monument aux morts.
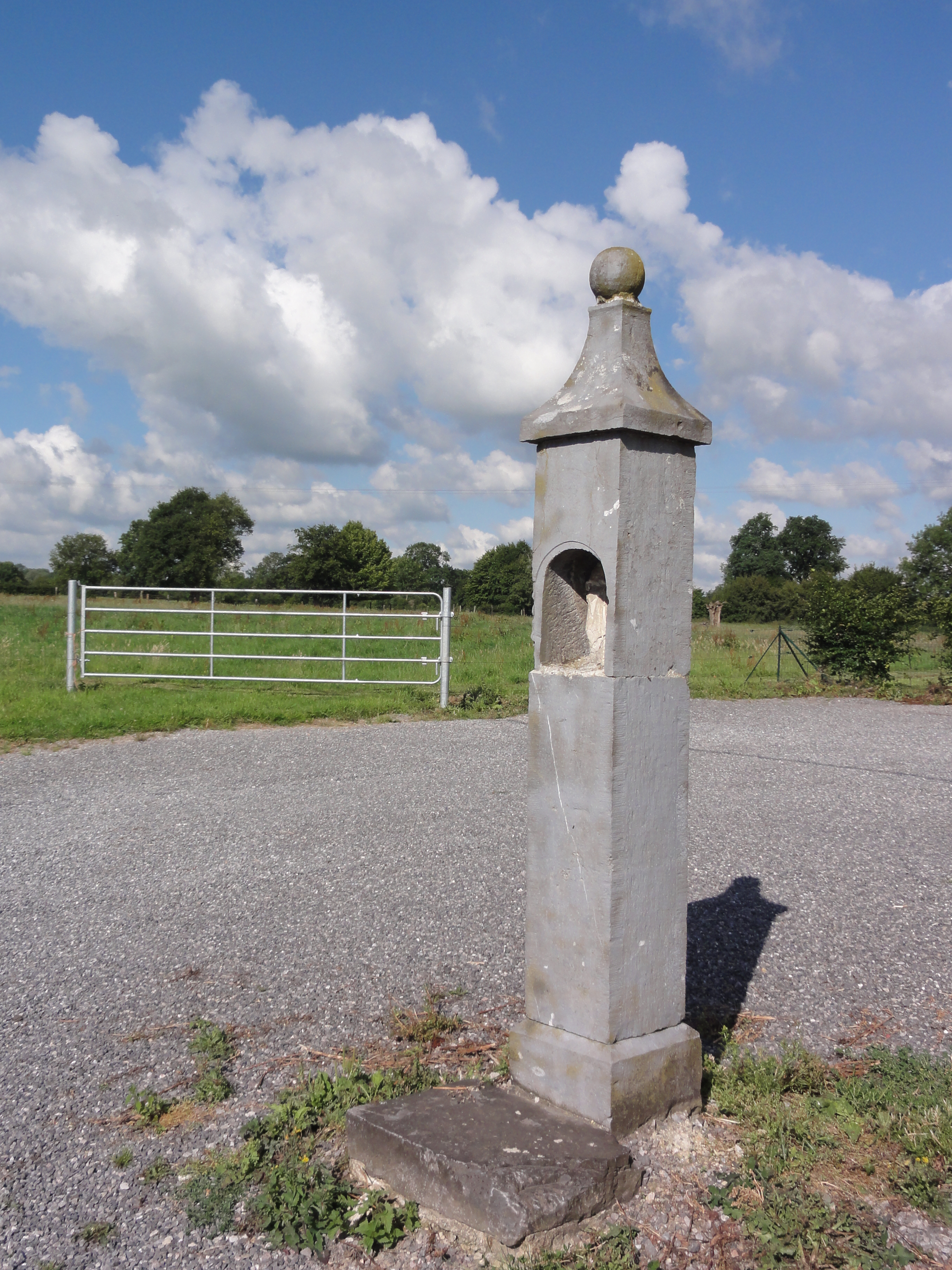
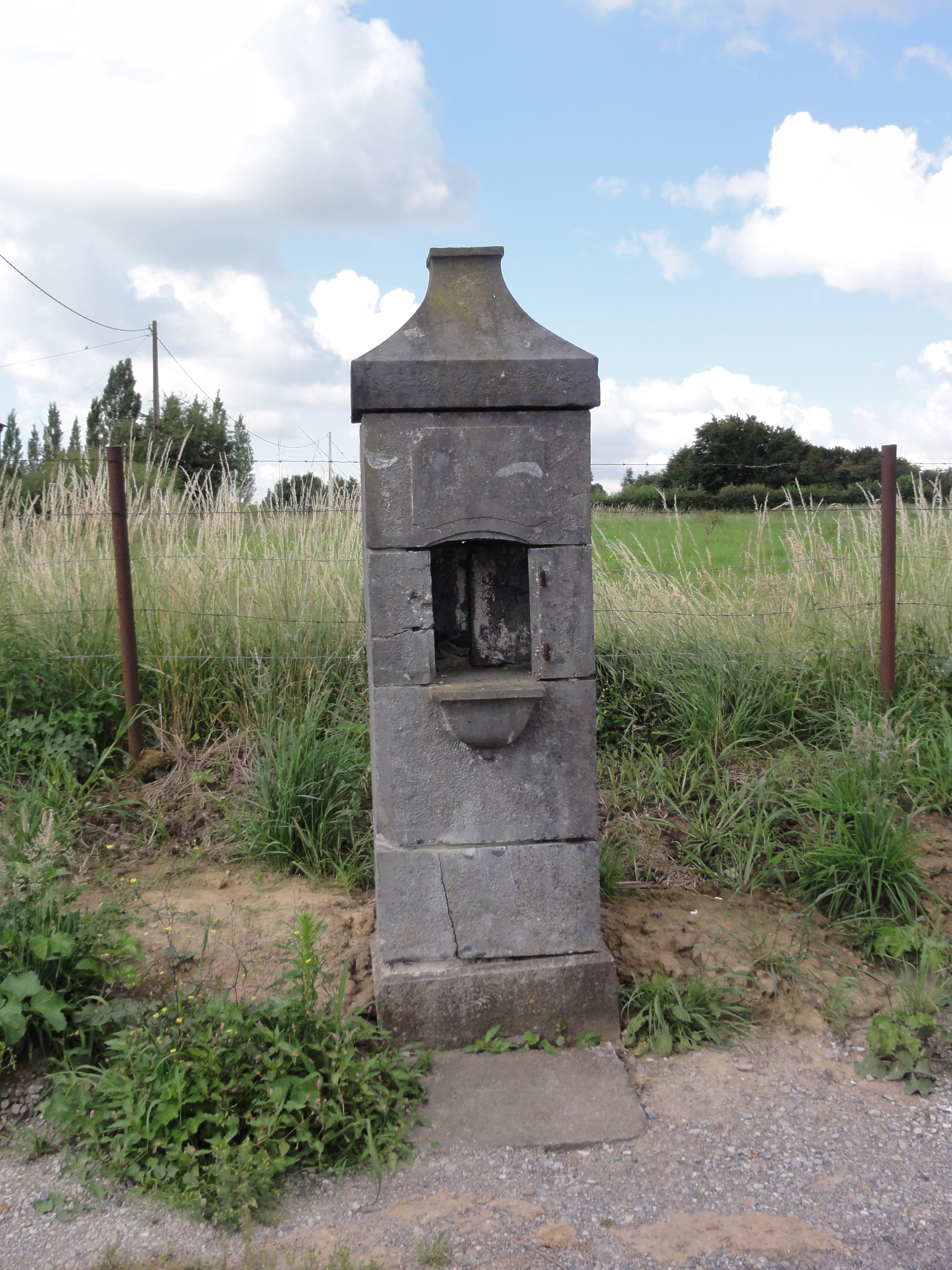
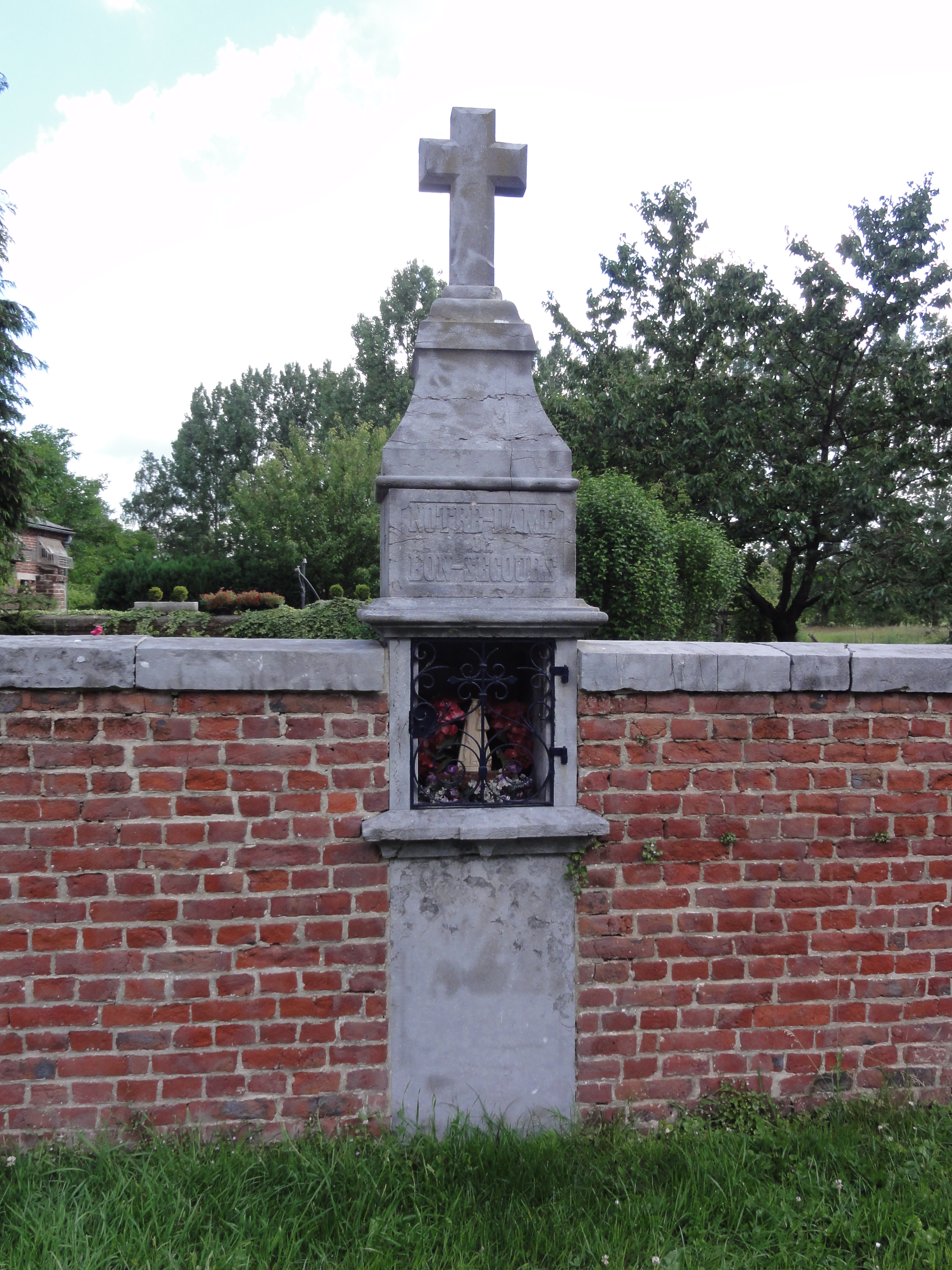
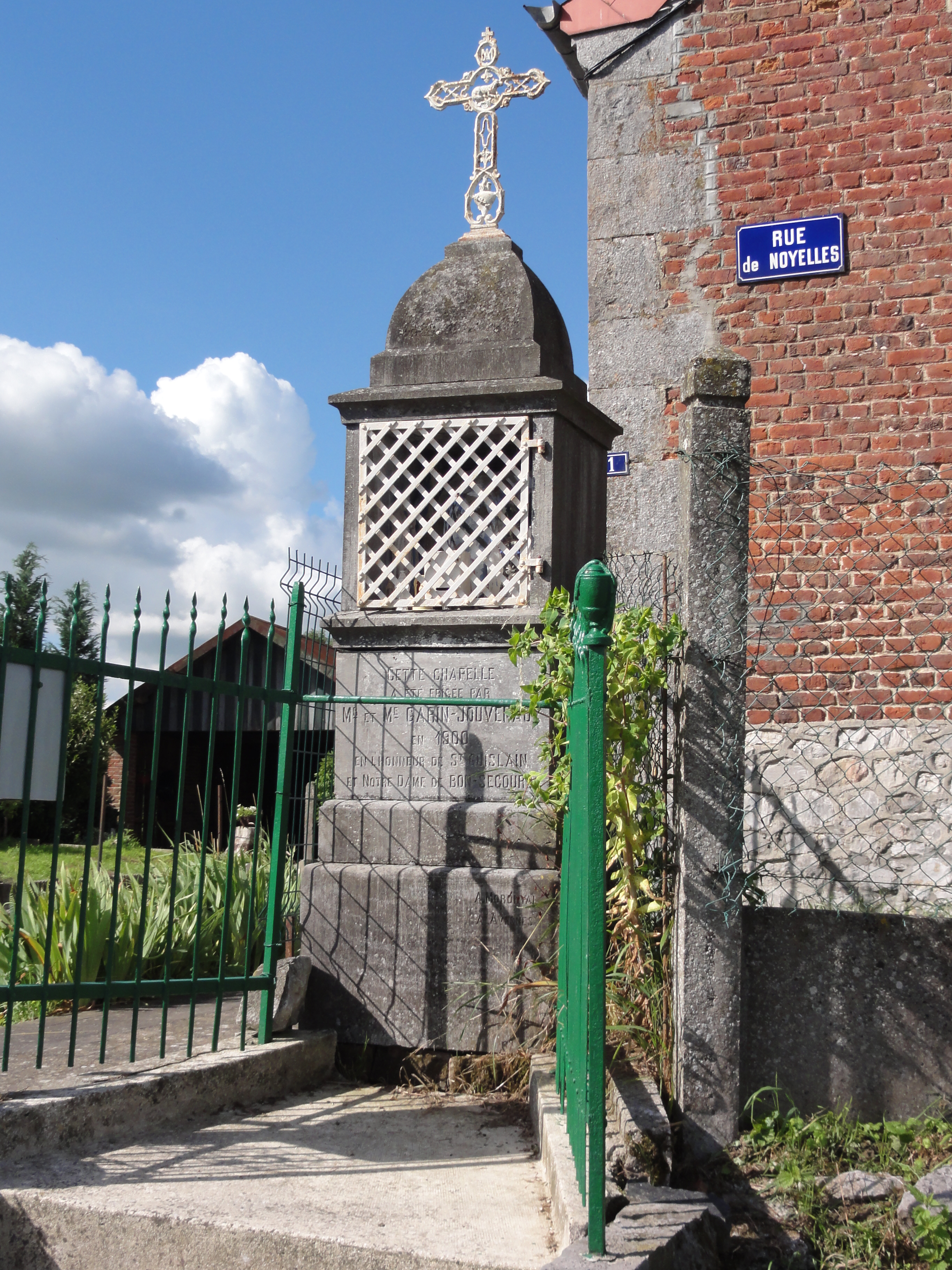

### Héraldique
| Blason de Taisnières-en-Thiérache | Blason  | Taillé : au premier de sinople à la cloche d'or brochant sur une crosse du même, au second d'azur aux deux roues de moulin rangées en barre ; à la barre ondée d'argent chargée des lettres capitales à plomb P, D et V de gueules, brochant sur la partition. |
| Blason de Taisnières-en-Thiérache | Détails | Le statut officiel du blason reste à déterminer. |